# Hugues II de Ponthieu
Pour les articles homonymes, voir Hugues II.
Hugues II de Ponthieu, mort en 1052, fut comte de Ponthieu de 1045 à 1052 et seigneur d'Aumale. Il était le fils d'Enguerrand Ier, comte de Ponthieu.

## Biographie
Vers 1030, son père le marie avec Berthe, fille et héritière de Guérimfred, seigneur d'Aumale. De ce mariage naîtront :
- Enguerrand II († 1052), comte de Ponthieu et seigneur d'Aumale ;
- Guy Ier († 1100), comte de Ponthieu ;
- Hugues[1], qui participe à la bataille d'Hastings ;
- un autre fils, cité par la Chronique de Saint-Riquier, qui pourrait se nommer Galeran[2], tué à la bataille de Mortemer en 1054 ;
- Béatrix[3], mariée à Guillaume de Normandie, comte d'Arques.

En 1035, il apparaît aux côtés de son père sur un diplôme du roi Henri Ier de France. Il succède à son père vers 1045 et suit la politique d'alliance avec la Normandie initiée par son père. Il marie sa fille avec Guillaume d'Arques, fils du duc Richard II de Normandie et son fils Enguerrand avec une sœur du duc Guillaume. Ces alliances se renforcent avec celles conclues entre les maisons de Normandie et de Flandre.
Mais le comte ne profita pas longtemps de sa politique, car il est tué quelques années plus tard, le 20 novembre 1052, et inhumé à l'abbaye de Saint-Riquier.